# Col·legi Montserrat
El Col·legi Montserrat és una escola innovadora, fundada el 29 de setembre de 1926 a Barcelona per la Congregació de les Missioneres Filles de la Sagrada Família de Natzaret. A l'escola es treballa l'aprenentatge cooperatiu, la intel·ligència interpersonal i la intrapersonal, la psicologia de l'optimisme de Martin Seligman i el racional-emotiu. La forma de fer les classes és important i s'usen jocs, fitxes o relats per a impartir els coneixements.
La jornada de l'escola comença amb uns breus moments de reflexió en què els alumnes prenen consciència de l'inici del dia per després anar desenvolupant el pla del dia, la setmana i el mes, així com els seus objectius. Les classes es desenvolupen al llarg de diverses hores en què es duen a terme projectes interdisciplinaris. L'alumne és autònom i ha de gestionar el seu propi temps per a treure el màxim profit. Es promou la confiança en si mateix. La disponibilitat de molts recursos, producte de la seva educació a les intel·ligències; i l'esperit d'emprenedoria social («el que han après és per donar-lo a la societat»).